# Pierre Dupont (konstnär)
Pierre Dupont, född 1570, död 1640, var en fransk målare och mattknytare. Han arbetade i många år som mattknytare åt franska hovet, men han är mest känd för sitt arbete vid Savonneriefabriken i Paris. Han hade 1627 tillsammans med sin elev Simon Lordet fått privilegium från kung Ludvig XIII att inrätta och driva verkstaden.